# Институт скорой помощи имени Склифосовского
ГБУЗ «Нау́чно-иссле́довательский институ́т ско́рой по́мощи и́мени Н. В. Склифосо́вского Департа́мента здравоохране́ния го́рода Москвы́» — государственное бюджетное учреждение здравоохранения города Москвы; один из первых в России и крупнейший в столице многопрофильный научно-практический центр. Занимается проблемами скорой медицинской помощи, неотложной хирургии, реанимации, сочетанной и ожоговой травмы, неотложной кардиологии и острых отравлений.
Основан в 1923 году на базе старейшей в Москве Шереметевской больницы бывшего Странноприимного дома (Большая Сухаревская площадь, дом № 3) как Институт неотложной помощи, которому было присвоено имя выдающегося российского хирурга, доктора медицины, учёного-новатора, организатора высшего медицинского образования Николая Васильевича Склифосовского (1836—1904).
Подчиняется Департаменту здравоохранения города Москвы.

## История

### Основание Странноприимного дома

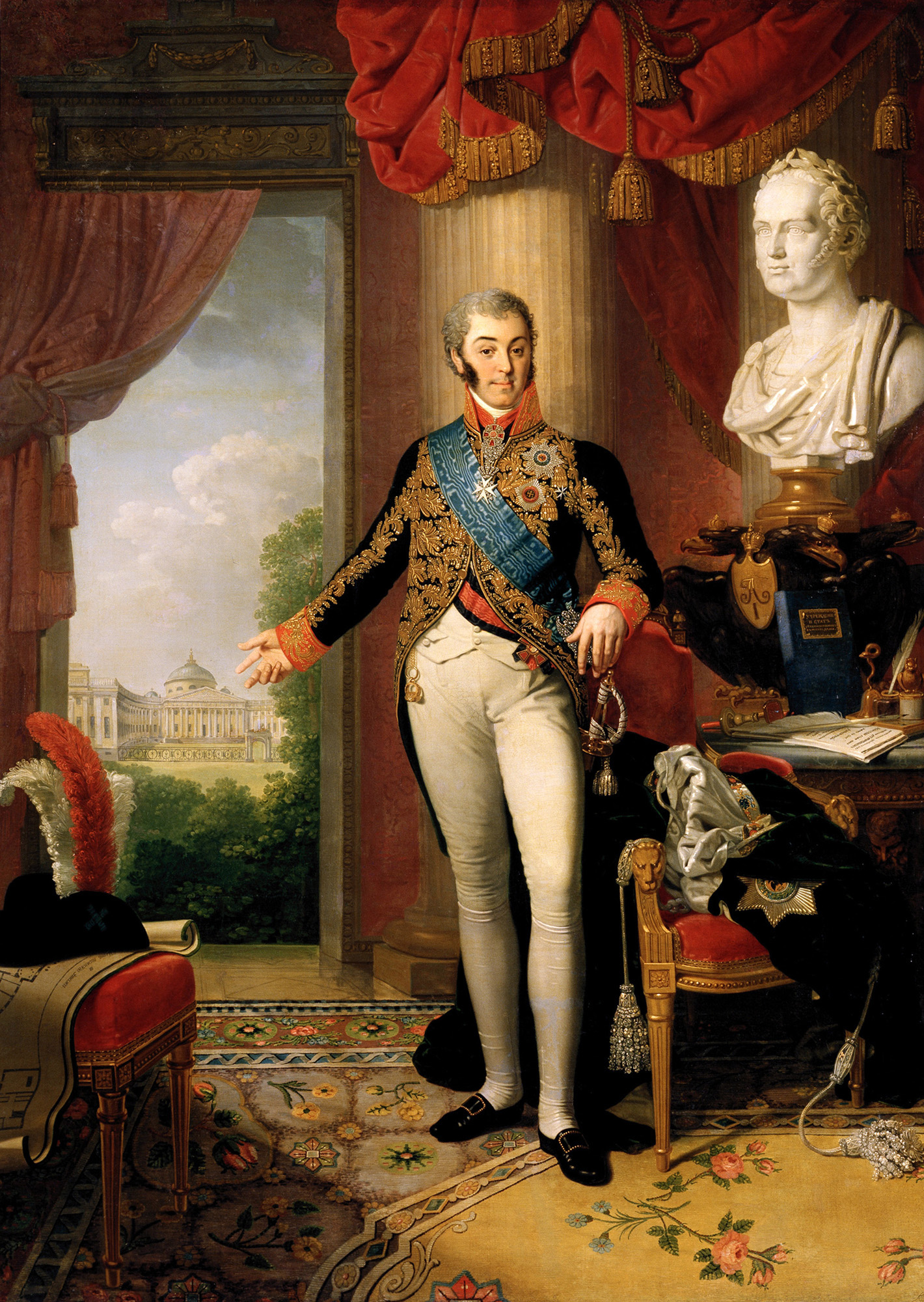
Граф Николай Шереметев указывает на здание Странноприимного дома. Автор картины В. Л. Боровиковский, XIX век.

28 июня 1792 года граф Николай Петрович Шереметев заложил камень в основание богадельни, получившей название Странноприимного дома. Инициатором строительства больницы была супруга графа Прасковья Ивановна Жемчугова.
Открытие Странноприимного дома, ставшего одним из первых в Российской империи учреждений по оказанию бесплатной медицинской помощи бедным, состоялось  11 июля 1810 года. Помимо больницы и богадельни, в здании располагалась церковь Святой Троицы. По первоначальному плану Странноприимный дом был рассчитан на 150 мест, 100 из которых предназначалось для призреваемых, а 50 — для медицинского и обслуживающего персонала.
Граф Шереметев оставил Странноприимному дому пожертвования, которые продолжали обеспечивать учреждение после его смерти. Император Александр I освободил медицинское учреждение «от всяких обывательских повинностей», обеспечил охрану здания военным караулом.

### Архитектура исторического здания

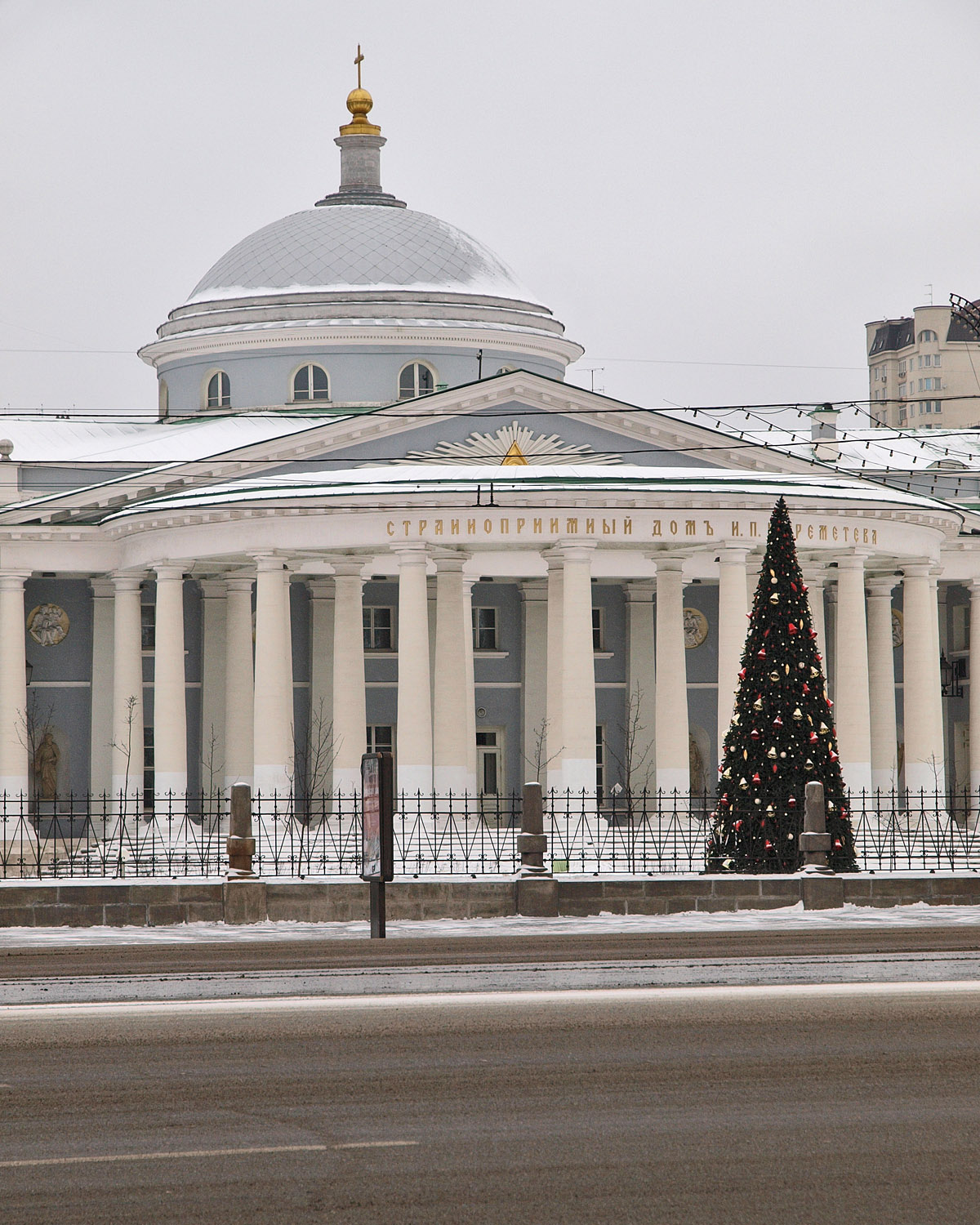
Здание Странноприимного дома, 2009 год.

Первоначальный проект Странноприимного дома принадлежал московскому архитектору Елизвою Назарову, ученику Василия Баженова. Здание с полукруглым парадным двором, удобным для подвоза больных, строилось по примеру традиционной дворянской усадьбы. Центром постройки служила Троицкая церковь, от которой расходились два крыла, в одном из которых должна была располагаться больница, в другом — богадельня. Строгий портик со сдвоенными колоннами у главного входа по задумке архитектора должен был подчеркивать гражданское назначение здания. Устройство заведения было поручено управляющему домовой канцелярией графа Шереметева А.Ф. Малиновскому.
В 1803 году скончалась жена графа Н.П. Шереметева, Прасковья Жемчугова. Граф решил устроить Странноприимный дом как памятник в её честь. Для этого к проекту был привлечен итальянский зодчий Джакомо Кваренги, которому предстояло перестроить уже практически готовое здание. В результате переустройства городская усадьба получила торжественный и монументальный облик «Дворца милосердия». При входе посетителей теперь встречала открытая колоннада-полуротонда, а крылья и боковые фасады были украшены мощными портиками тосканского ордера. Новый проект также предполагал пристройку флигеля со стороны двора, возведение решётки с воротами, украшение здания скульптурой. Внутреннее убранство Странноприимного дома было далеко от типичного облика больничных пространств. Для отделки его светлых и просторных помещений использовались белый мрамор и светло-зелёный уральский камень. В левом крыле здания располагалась богадельня, а в правом — больница, а разделяла две части здания отделанная заново Троицкая церковь. Реализовав проект, Кваренги превратил Странноприимный дом в один из лучших московских памятников эпохи классицизма.
В начале 2000-х годов была проведена реставрация Странноприимного дома, позволившая вернуть исторический облик интерьерам залов, а также приспособить старинное здание для нужд современного медицинского учреждения. Сегодня в помещениях исторического здания располагается дирекция, научная часть и лабораторный комплекс НИИ СП им. Н.В. Склифосовского.

### Деятельность в XIX веке

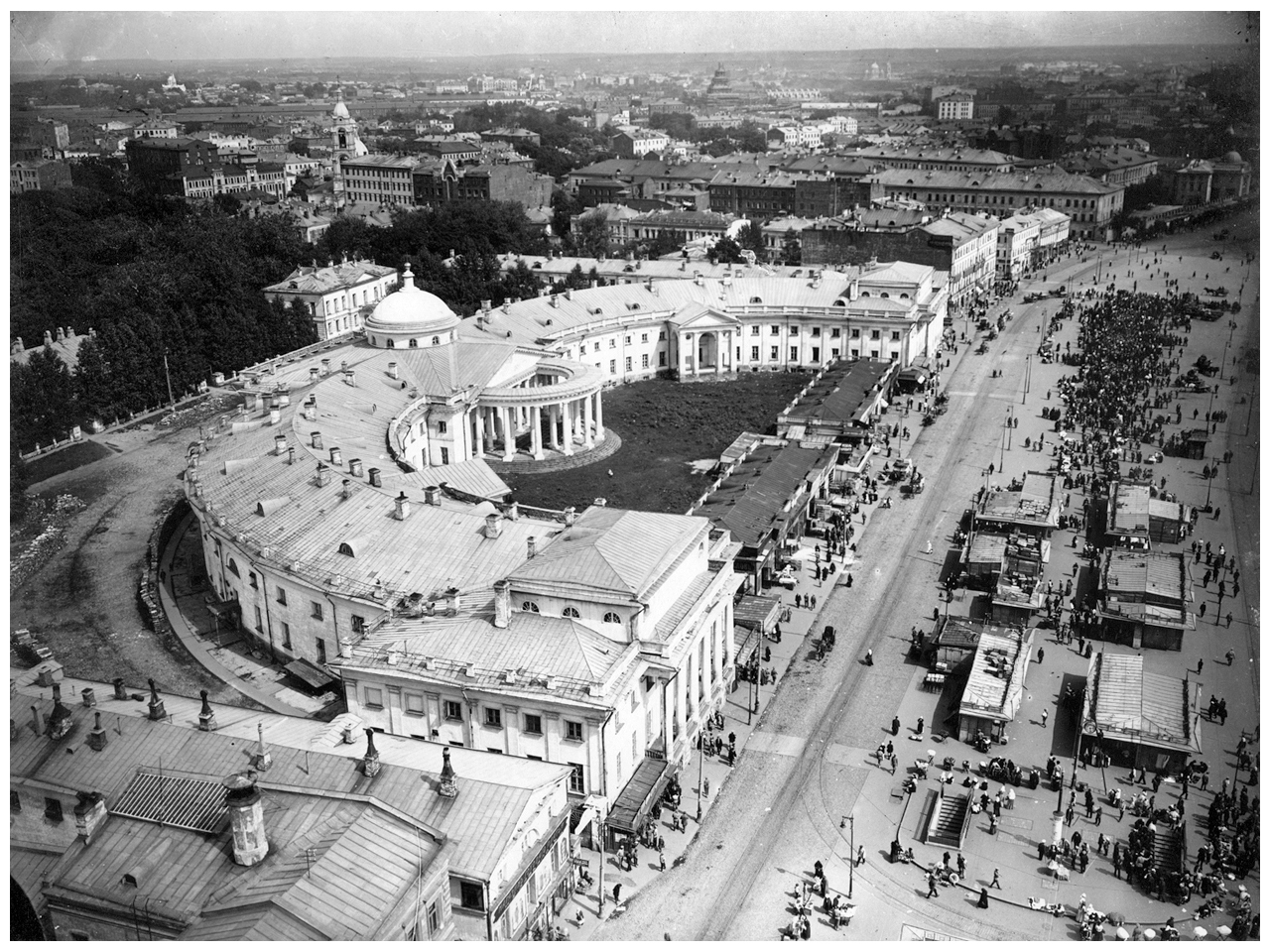
Вид на Шереметевскую больницу, 1914 год.

В течение XIX века помощь от Странноприимного дома получили около двух миллионов человек на сумму, в общей сложности превышающую 6 миллионов рублей.
Врачи больницы, в основном, были выпускниками медицинского факультета Императорского Московского университета. Главными врачами Шереметевской больницы в разное время были известные московские медики: Павел Кильдюшевский, Алексей Тарасенков, Я.В. Кир, С.М. Клейнер.
Здесь раньше, чем в других московских больницах начали применяться рентгеновские аппараты, использоваться физиотерапевтические и водные процедуры, такие как душ Шарко.
Странноприимный дом служил госпиталем для раненых во время Отечественной войны 1812 года, русско-турецкой войны (1877—1878), русско-японской войны (1904—1905) и Первой мировой войны (1914—1918).

### После Октябрьской революции 1917 года
После Октябрьской революции 1917 года Шереметевская больница приостановила свою деятельность на два года.
В 1919 году, учреждение было реорганизовано в Городскую больницу № 27 под руководством хирурга Григория Герштейна. В июле 1919 года коллегия врачебно-санитарного отдела Моссовета постановила открыть в Москве городскую станцию скорой медицинской помощи (СМП) на базе бывшей Шереметевской больницы. Результатом создания станции стала координация работы городской больницы № 27 с центральной городской станцией СМП.
Постановлением № 315 Мосздравотдела от 23 июля 1923 года, было принято решение о создании на основе городской станции скорой медицинской помощи Института неотложной помощи, которому было присвоено имя выдающегося российского хирурга, доктора медицины, учёного-новатора, организатора высшего медицинского образования Николая Васильевича Склифосовского (1836—1904).
В 1924 году медицинскую помощь в институте получили 1 783 пациента, а в 1926 году — 5 000 человек.
Развитие работы служб скорой и неотложной помощи института связано с именем начальника Московской станции СМП Александра Пучкова. В 1927 году Пучковым была организована служба неотложной помощи с выездом на дом и служба неотложной психиатрической помощи.
В 1928 году институт возглавил хирург Сергей Юдин, который расширил деятельность хирургического отделения и увеличил вместимость с 220 до 425 коек.
В 1931 году в институте начали действовать три кафедры Центрального института усовершенствования врачей (ЦИУ): неотложной и военно-полевой хирургии, неотложной терапии, а также военно-полевой травматологии. В 1926 году институт принял около 5 000 больных, а в 1939 году цифра возросла до 23 000 человек.

### Во время Великой Отечественной войны (1941—1945)
Во время Великой Отечественной войны (1941—1945) из НИИ скорой помощи имени Н. В. Склифосовского 90 медицинских работников ушли на фронт спасать жизни соотечественников. А.А. Бочаров был назначен главным консультантом Красной армии, Дмитрий Арапов — главным хирургом Северного флота СССР, Б.А. Петров — главным хирургом Черноморского флота СССР. 
В январе 1942 года главный хирург института Сергей Сергеевич Юдин стал военным инспектором. В полевых условиях он провёл сотни сложнейших операций, сделал множество изобретений, облегчавших труд фронтовых врачей. В то же время в больнице он не прекращал каждодневную помощь гражданскому населению города и исследования по актуальным вопросам военно-полевой хирургии в клиниках института. За свои научные работы и самоотверженный труд в этот период С.С. Юдин был удостоен Сталинской премии и награждён орденом Красной Звезды.
Имена медиков, спасавших жизни людей на войне, в настоящее время выгравированы на памятной плите в хирургическом корпусе института.
В период Великой Отечественной войны институт работал также в качестве военного госпиталя. 
Распоряжением Правительства СССР № 24450-р от 28 декабря 1943 года Институт скорой помощи был реорганизован в научно-исследовательский институт с расширением задач, штатного персонала, полномочий. В 1944 году на базе НИИ была организована деятельность Научного совета.

### После 1945 года
В период с 1943 по 1947 годы количество предоставляемых пациентам больничных коек выросло с 700 до 1 150.
В 1969 году началось проектирование, а в 1971 году строительство нового многоэтажного клинико-хирургического корпуса. В институте появились лаборатории организации скорой помощи, отделения анестезиологии, реанимации, гипербарической оксигенации, был создан клинико-диагностический отдел. В 1971 году был сформирован Учёный совет по защите кандидатских диссертаций.
За высокие результаты деятельности институт был награждён орденами Трудового Красного Знамени (1960) и Ленина (1973).
С 1960 по 1986 годы в институте проработал один из основоположников трансплантологии В.П. Демихов, возглавлявший лабораторию трансплантации органов. В лаборатории разрабатывались методы пересадки головы, печени, надпочечников с почкой, пищевода и конечностей.
С 1980-х годов в институте развивается научное направление — медицина катастроф. В 1987 году здесь был открыт первый в СССР отдел медицины катастроф.
В 2006—2017 годах институтом руководил профессор Могели Хубутия. В институте образованы новые научно-клинические подразделения: отдел неотложной кардиологии и сердечно-сосудистой хирургии, отдел клеточных и тканевых технологий, отдел лабораторной диагностики.
В 2011 году было создано Научно-практическое общество врачей неотложной медицины, имеющее региональные отделения. При поддержке общества издается научный журнал «Неотложная медицинская помощь», а также проводятся съезды врачей неотложной помощи.

## Современная деятельность

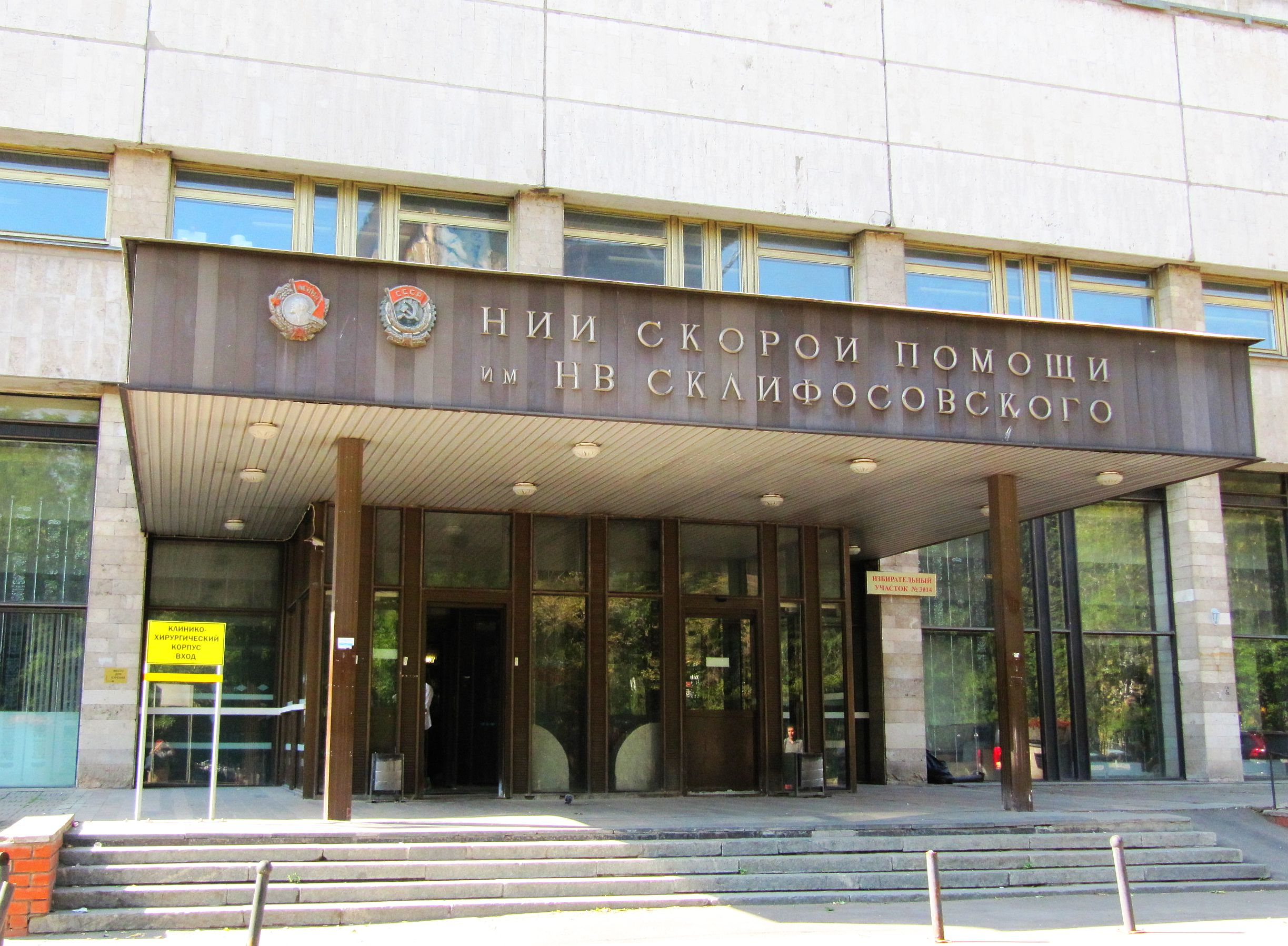
Главный вход в Институт (вид с Грохольского переулка), 2011 год.

На 2020 год ГБУЗ «НИИ СП им. Н. В. Склифосовского ДЗМ» является крупным многопрофильным научно-практическим центром, занимающимся проблемами скорой медицинской помощи, неотложной хирургии, реанимации, сочетанной и ожоговой травмы, неотложной кардиологии и острых отравлений. В нём действует более 40 научных подразделений, половина из которых — клинические.
С 4 июля 2017 года директором института является Сергей Сергеевич Петриков, доктор медицинских наук, член-корреспондент РАН.
В НИИ трудятся около 630 научных сотрудников и врачей, в числе которых 3 академика и 3 член-корреспондента РАН, 28 профессоров, 88 докторов и 230 кандидатов медицинских наук.
Ежегодно институт оказывает медицинскую помощь более 67 000 пациентам из Москвы и других регионов России. Он располагает 944 стационарными койками, из них 132 реанимационных. На базе его отделений в течение года выполняется более 20 000 различных операций. 30 000 пациентов получают экстренную помощь в амбулаторных условиях. Имеются одно-, двух-, и пятиместные палаты со всеми удобствами.
По данным Федерального казначейства, бюджет НИИ в 2016 году составил 4,2 млрд. рублей, в том числе доходы от оказания платных услуг — 3,3 млрд. рублей. Расходы были на уровне 4 млрд. рублей.

### Медицинская помощь

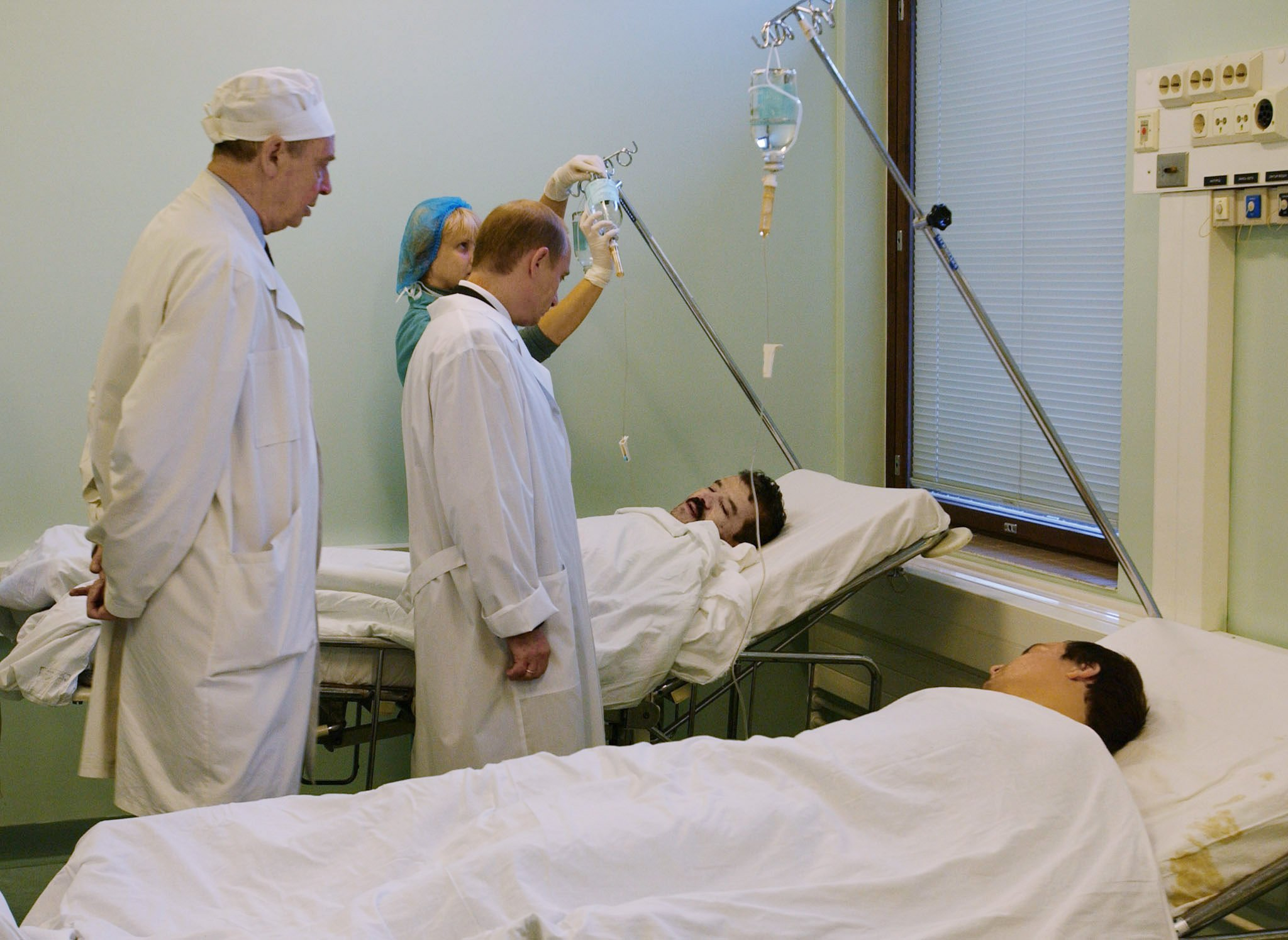
Президент РФ Владимир Путин посетил институт Склифосовского, чтобы встретиться с заложниками, спасёнными из театра на Дубровке. Москва, 26 октября 2002 года.

Структуры и подразделения института оказывают медицинскую помощь по широкому профилю состояний:
- Острая хирургическая патология
- Травмы
- Ожоги, острые отравления, эндотоксикозы
- Психосоматические заболевания
- Гинекологическая патология
- Опухоли головного мозга (центр радиохирургии с установкой "гамма-нож")

Институт обладает расширенной реанимационной службой, состоящей из 9 отделений. Здесь проходят лечение пациенты, получившие черепно-мозговые травмы, ожоги, острое отравление и прочие травмы. 
Собственная лабораторная база института (Склиф-Лаб) способствует ранней диагностике неотложных состояний и тяжелых болезней.

### Трансплантация органов
История трансплантации в ГБУЗ «НИИ СП им. Н.В. Склифосовского ДЗМ» берёт своё начало с работ В.П. Демихова, являвшегося сотрудником НИИ и выполнившего здесь большой объём экспериментальной работы. Службы трансплантации органов Института Склифосовского являются лидирующими в России по объёмам работы и клиническим результатам. В Институте выполняют пересадку следующих органов:
- почки и поджелудочная железа,
- печень,
- сердце,
- лёгкие,
- тонкая кишка.

Центр клеточных технологий Института занимается заготовкой тканей человека с целью трансплантации и изготовления биопрепаратов.

### Научно-организационная и образовательная деятельность

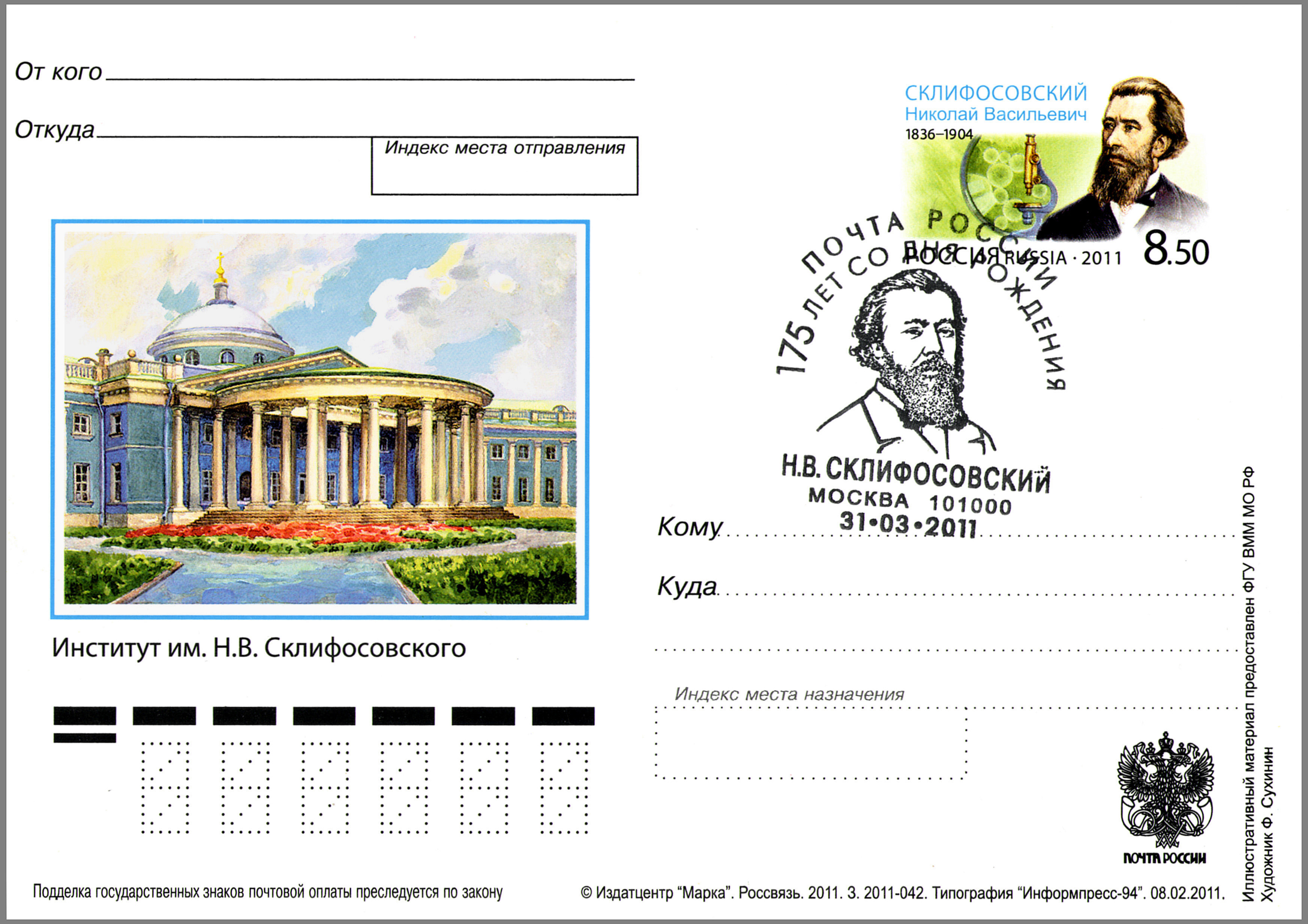
175 лет со дня рождения Н. В. Склифосовского, почтовый конверт, 2011 год.

ГБУЗ «НИИ СП им. Н.В. Склифосовского ДЗМ» развивает научные исследования по следующим основным направлениям: диагностика и лечение механических и термических травм; острых заболеваний и повреждений сосудов сердца, головного мозга, аорты и её ветвей; диагностика и лечение острых хирургических заболеваний; острых экзо- и эндотоксикозов; оказание специализированной неотложной помощи больным и пострадавшим.
В институте действует аспирантура, докторантура по специальностям, клиническая ординатура по 19 специальностям, программы дополнительного образования. Обучение в институте доступно не только гражданам России, но также гражданам стран ближнего и дальнего зарубежья.
На базе Института открыты кафедры московских медицинских вузов — Российской медицинской академии последипломного образования (кафедра неотложной хирургии и клинической токсикологии), Московского государственного медико-стоматологического университета (кафедра нейрохирургии лечебного факультета, кафедра трансплантологии и искусственных органов), Учебно-научного центра при медицинском центре Управления делами Президента РФ (кафедра скорой помощи и интенсивной терапии). На базе института открыта кафедра физики живых систем Московского физико-технического института.
Действует редакционно-издательский отдел института, отдел внешних научных связей, учебно-клинический отдел. Институт располагает научно-медицинской библиотекой.
В 2019 году на базе Института откроется школа восстановления после инсульта.

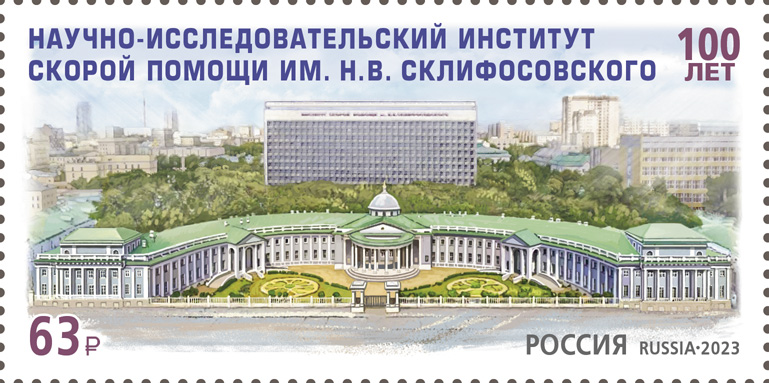
Почтовая марка 2023, посвящённая 100-летию НИИ имени Н. В. Склифосовского

### Музей института
В 2010 году, к 200-летнему юбилею, в историческом здании Института открылась юбилейная выставка «Дворец милосердия», созданная совместно с коллективом музейного объединения «Музей Москвы». Эта выставка легла в основу постоянной музейной экспозиции.

### Смена руководства (2017 год)
4 июня 2017 года директор ГБУЗ «НИИ СП им. Н.В. Склифосовского ДЗМ» Могели Шалвович Хубутия, занимавший свой пост с 2006 года, покинул его по собственному желанию после обвинений в нарушении прав пациентов и вымогательстве. Согласно выводам Росздравнадзора, который выявил эти факты, с пациентов, которым была нужна экстренная помощь, врачи обманом требовали деньги. На Хубутию составили протокол об административном правонарушении по статье 19.5 КоАП РФ за невыполнение требований надзорного ведомства. Сам академик Могели Хубутия опроверг сведения том, что в НИИ были обнаружены нарушения, в частности, вымогательство денег у пациентов и случаи проведения высокотехнологичных операций, в которых не было необходимости, которые якобы и послужили причиной его ухода с должности директора. Он назвал эти сведения заказными и клеветническими.
Покинув пост директора института, Могели Хубутия был назначен на должность президента ранее возглавляемого им Научно-исследовательского института имени Н.В. Склифосовского и продолжил работу в данном учреждении в качестве хирурга.
Исполняющим обязанности директора НИИ скорой помощи имени Н.В. Склифосовского 4 июня 2017 года был назначен Сергей Сергеевич Петриков, доктор медицинских наук, профессор, член-корреспондент РАН, ранее работавший заместителем директора по научной работе и являющийся руководителем регионального сосудистого центра института. С 4 июля 2017 года Сергей Петриков является директором ГБУЗ «НИИ СП им. Н.В. Склифосовского ДЗМ». 